# Эрестфер (мыза)

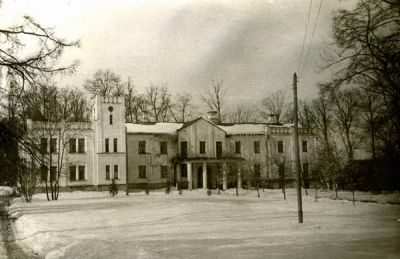
Эрестферская мыза зимой

Э́рестферская мы́за (также усадьба Эраствере; мыза Эррестфер эст. Erastvere mõis, нем. Güter Errestfer) — бывшая рыцарская мыза на территории современного уезда Вырумаа в Эстонии. Согласно историческому административному делению относилась к приходу Канепи.
Имение Эрестфер (Errestfer) впервые упомянуто хронистами в 1452 году, когда Иоганн Цеге (нем. Johann Zoege, Johann Soye, Johann Zöge) купил усадьбу у дерптского епископа Бартоломеуса (Bartholomäus). 
В 1553 году, по данным описей, владельцем усадьбы был уже его сын Юрген Цеге. Во время Ливонской войны регион опустел. В годы правления короля Стефана Батория особняк был национализирован. В 1619 году владельцами усадьбы стала польская семья Малиновских. В 1626 году король Густав II Адольф предоставил поместье Фридриху Росладеву (Friedrich Rosladius). В 1636 году имение было закреплено за немцем Гансом (Иоганном) Цойге. В 1656 году мызы Эрестфера и Коорасте перешли к его внучке Хелен Унгерн. 
29 декабря 1701 года (9 января 1702 года) в ходе Северной войны недалеко от мызы Эрестфер произошло сражение русских и шведских войск, окончившееся первой победой русской армии в этой войне. По итогам Северной войны, в 1721 году имение вошлo в состав Российской империи. 
Мызы Коорасте и Эрестфер находились во владении семьи Унгерн-Штернберг до начала земельной реформы в Первой Эстонской Республике. Последним владельцем усадьбы был остзейский немец, барон Герхард Унгерн-Штернберг. 
Главное здание (господский дом) мызы было разрушено в 1972 году. На его месте был построен дом для инвалидов.
При мызе сохранилось семейное Эрестферское кладбище.